# Reason (album de Shaaman)
Pour les articles homonymes, voir Reason.
Albums de Shaman
RituAlive
(2003) Immortal
(2007)
Reason est le deuxième album du groupe brésilien Shaman.

## Liste des morceaux
1. "Turn Away" – 4:21
2. "Reason" – 4:40
3. "More" (reprise de The Sisters of Mercy) – 4:02
4. "Innocence" – 4:37
5. "Scarred Forever" – 5:20
6. "In the Night" – 5:54
7. "Rough Stone" – 5:56
8. "Iron Soul" – 5:24
9. "Trail of Tears" – 3:47
10. "Born to Be" – 6:00

## Formation
- Andre Matos - Chants
- Hugo Mariutti - Guitare
- Luis Mariutti - Basse
- Ricardo Confessori - Batterie